# Emilio Palma
Emilio Marcos Palma (né le 7 janvier 1978) est la première personne répertoriée à avoir vu le jour sur le continent Antarctique. Il est aussi de très loin l'être humain né le plus au Sud. Fils de parents argentins, Emilio est né au Fortín Sargento Cabral de la base Esperanza près de l'extrémité de la péninsule Antarctique. Il est enregistré au Livre Guinness des records comme la seule personne connue de l'Histoire à être la première née sur un continent donné. Sa mère était arrivée à la base dans son septième mois de grossesse, très officiellement pour garantir, par la naissance d’un enfant, la souveraineté de l’Argentine sur ce territoire.
Toutefois, cette interprétation est contestée par Solveig Gunbjørg Jacobsen née le 8 octobre 1913 en Géorgie du Sud, arguant que ce territoire britannique d'outre-mer peut être considéré comme faisant partie de l'Antarctique puisqu'au sud de la convergence antarctique.

## Autres naissances en Antarctique
L’Argentine et le Chili ont ainsi chacun de leur côté organisé des accouchements sur leurs bases, dans les années 1970 et 1980.
Cette politique de natalité s’est poursuivie pendant cette période et a ainsi vu naître huit Argentins et trois Chiliens.
Naissances argentines après Emilio
- Marisa de las Nieves Delgado (27 mai 1978)
- Rubén Eduardo de Carli (21 septembre 1979)
- Francisco Javier Sosa (11 octobre 1979)
- Silvina Analía Arnouil (14 janvier 1980)
- José Manuel Valladares Solís (24 janvier 1980)
- Lucas Daniel Posse (4 février 1980)
- María Sol Cosenza (3 mai 1983)

Naissances chiliennes
- Juan Pablo Camacho Martino (21 novembre 1984)
- Gisella Ester Cortés Rojas (2 décembre 1984)
- Ignacio Alfonso Miranda Lagunas (23 janvier 1985)